# AutoTheek
AutoTheek was een Nederlands populair-wetenschappelijk magazine voor automobilisten, uitgegeven door Wereld op Wielen Productions BV, waarvan elke uitgave gewijd was aan één automobiel in verschillende uitvoeringen. In totaal verschenen 53 genummerde uitgaven.
AutoTheek omschreef zichzelf als "een populair wetenschappelijk magazine voor automobilisten". Op een enkele uitgave na (nummer 43) werd elke uitgave gewijd aan één automobiel in verschillende uitvoeringen. Het was een uitgave van Wereld op Wielen Productions BV en liep van begin jaren tachtig tot midden jaren negentig. De slogan was: AutoTheek zet alles over auto's voor u op een rijtje.
De indeling was altijd ongeveer hetzelfde, waarbij achtereenvolgens in elk geval aan bod kwamen:
- Profiel
- Ontwikkeling
- Typen en modellen
- Poster
- Historie
- Testverslag
- Tips
- Accessoires

De volgende genummerde uitgaven zijn in de loop der jaren verschenen:

## Genummerde uitgaven van AutoTheek
| Nummer | Merk       | Type            | Taal       |
| ------ | ---------- | --------------- | ---------- |
| 1      | Fiat       | Ritmo           | Nederlands |
| 2      | Ford       | Escort          | Nederlands |
| 3      | Alfa Romeo | Nuova 1.3 / 1.5 | Nederlands |
| 4      | Opel       | Kadett          | Nederlands |
| 5      | Volkswagen | Polo            | Nederlands |
| 6      | Nissan     | Sunny           | Nederlands |
| 7      | Ford       | Sierra          | Nederlands |
| 8      | Volvo      | 340 / 360       | Nederlands |
| 9      | Talbot     | Horizon         | Nederlands |
| 10     | Citroën    | Visa            | Nederlands |
| 11     | Peugeot    | 205             | Nederlands |
| 12     | Renault    | 5               | Nederlands |
| 13     | Fiat       | Uno             | Nederlands |
| 14     | Mazda      | 323             | Nederlands |
| 15     | Austin     | Maestro         | Nederlands |
| 16     | Fiat       | Regata          | Nederlands |
| 17     | Volkswagen | Golf            | Nederlands |
| 18     | Honda      | Civic           | Nederlands |
| 19     | Opel       | Kadett          | Nederlands |
| 20     | Citroën    | BX              | Nederlands |
| 21     | Opel       | Omega           | Nederlands |
| 22     | BMW        | 3-serie         | Nederlands |
| 23     | Honda      | Accord          | Nederlands |
| 24     | Citroën    | AX              | Nederlands |
| 25     | Fiat       | Tipo            | Nederlands |
| 26     | Peugeot    | 405             | Nederlands |
| 27     | Opel       | Vectra          | Nederlands |
| 28     | Opel       | Vectra          | Duits      |
| 29     | Renault    | 19              | Nederlands |
| 30     | Daihatsu   | Charade         | Nederlands |
| 31     | Citroën    | XM              | Frans      |
| 32     | Citroën    | XM              | Nederlands |
| 33     | Daihatsu   | Applause        | Nederlands |
| 34     | Renault    | 19 / 19 Chamade | Nederlands |
| 35     | Mitsubishi | Galant          | Nederlands |
| 36     | Fiat       | Tempra          | Nederlands |
| 37     | Mazda      | 323             | Nederlands |
| 38     | Mazda      | 626             | Nederlands |
| 39     | Lancia     | Dedra           | Nederlands |
| 40     | Renault    | Clio            | Nederlands |
| 41     | Seat       | Toledo          | Nederlands |
| 42     | Citroën    | ZX              | Nederlands |
| 43     | Audi       |                 | Nederlands |
| 44     | Mazda      | 121             | Nederlands |
| 45     | Honda      | Civic           | Nederlands |
| 46     | Ford       | Escort / Orion  | Nederlands |
| 47     | Fiat       | Cinquecento     | Nederlands |
| 48     | Mazda      | Xedos 6         | Nederlands |
| 49     | Nissan     | Serena          | Nederlands |
| 50     | Renault    | Twingo          | Nederlands |
| 51     | Seat       | Ibiza           | Nederlands |
| 52     | Renault    | Laguna          | Nederlands |
| 53     | Citroën    | Xantia          | Nederlands |
| 54     | Ford       | Escort          | Nederlands |
| 55     | Nissan     | Almera          | Nederlands |